# Federazione di hockey su ghiaccio dell'Estonia
La Federazione estone di hockey su ghiaccio (est. Eesti Jäähokiliit, EJL) è un'organizzazione fondata nel 1935 per governare la pratica dell'hockey su ghiaccio in Estonia.
Ha aderito all'International Ice Hockey Federation il 17 febbraio 1935, e dopo l'indipendenza, nuovamente il 4 maggio 1992.